# 過酸化脂質
過酸化脂質（かさんかししつ、lipid peroxide、fat peroxide）はコレステロールや中性脂肪といった脂質が、活性酸素によって酸化されたものの総称である。消化器官や血液の流れに悪影響を及ぼす有害な物質。
過酸化脂質は主に脂質の不飽和結合に対して一重項酸素やハイドロペルオキシラジカル等が反応して生成すると考えられる。
中性脂肪由来の過酸化脂質は細胞内でスーパーオキシドアニオンを発生させる。それが核内のDNAを損傷させる作用を持つため、数あるがん発生原因のひとつであると考えられている。
また近年の研究で、動脈硬化は、血管内膜と中膜の間に蓄積したLDL（低比重リポ蛋白質）コレステロールの一部酸化してできた過酸化脂質が内膜に作用してマクロファージを誘引しアテローム性動脈硬化症へと進行することが分かっている。
過酸化脂質対策としてイミダゾールジペプチドが研究されている。

## 例
生成される過酸化脂質の例
- マロンジアルデヒド(MDA)
- グリオキサール
- アクロレイン
- 4-ヒドロキシノネナール（英語版） (加齢臭)